# Maurice Dupuis
Maurice Dupuis (Franconville, 4 febbraio 1914 – 23 settembre 1977) è stato un calciatore francese, di ruolo difensore.

## Carriera

### Club
Durante la sua carriera gioca per RC Parigi, Tolosa ed EF Paris-Capitale.

### Nazionale
Debutta il 24 gennaio 1937 contro la Nazionale austriaca (1-2).

## Palmarès

### Club

#### Competizioni nazionali
- Ligue 1: 1

Racing Paris: 1935-1936
- Coppa di Francia: 3

Racing Paris: 1935-1936, 1938-1939, 1944-1945